# Maître des Alarmes de Mars
Le Maître des Alarmes de Mars est un enlumineur anonyme lyonnais actif entre 1485 et 1510.

## Éléments biographiques et stylistiques

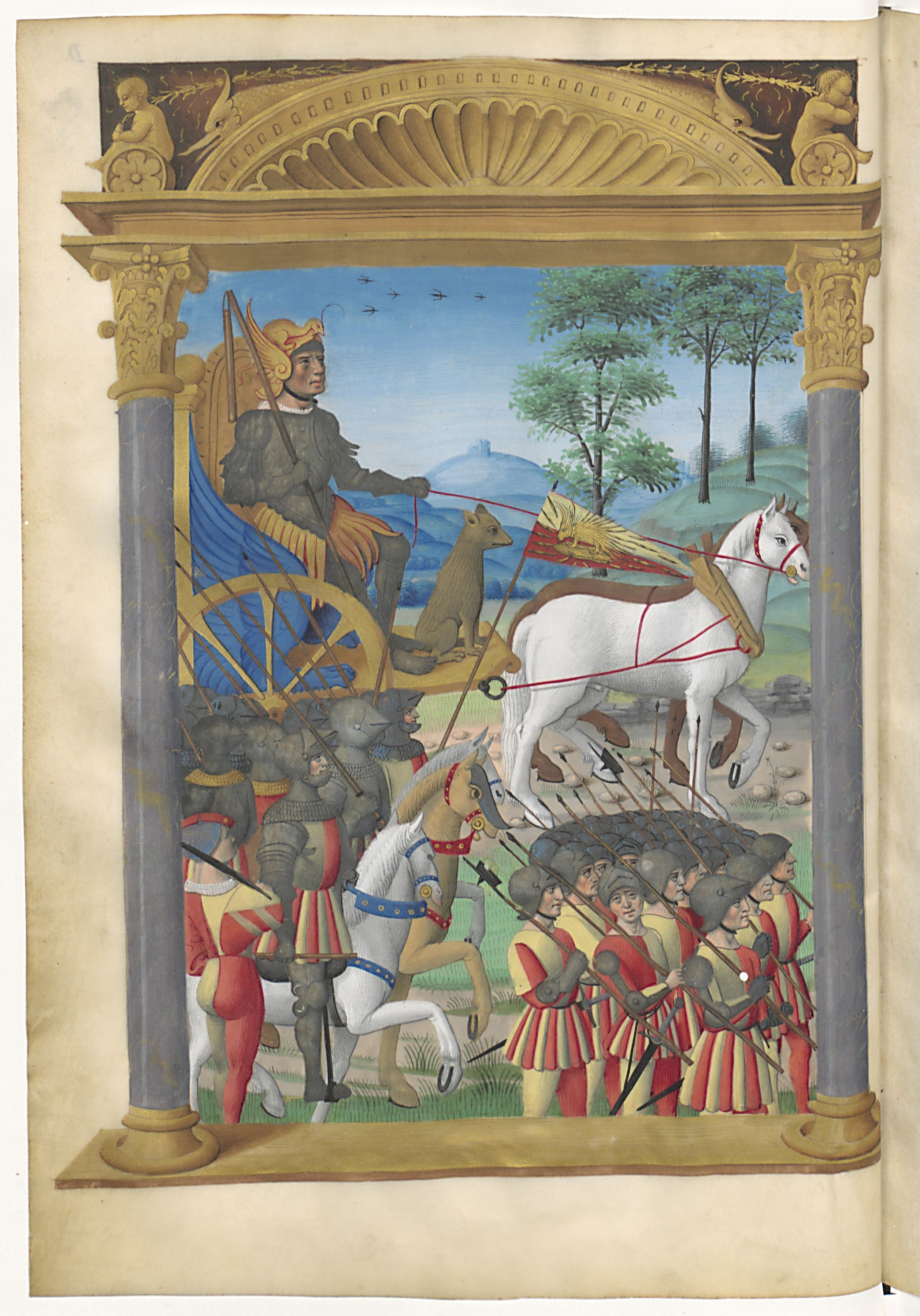
Alarmes de Mars sur le voyage de Milan, BNF, Fr.5089, f.D

À la fin du XVe siècle, les enlumineurs lyonnais, représentés essentiellement par l'atelier de Guillaume Lambert, travaillent dans la lignée des enlumineurs de Tours et Bourges. À l'extrême fin du XVe et au début du XVIe siècle, des influences italiennes apparaissent se mêlant sans difficultés aux styles antérieurs. Le Maître des Alarmes de Mars est, selon Elizabeth Burin, un assistant du Maître de l'Histoire ancienne, un collaborateur de cet atelier.
Le Maître des Alarmes de Mars est un des plus importants artistes représentant cette évolution entre les deux styles. Dans les années 1500, il s'impose dans la production lyonnaise avec l'illustration d'un poème dédié à la campagne de et la prise de Milan par Louis XII. Il y a peu d’œuvres attribuées au Maître des Alarmes de Mars, mais elles démontrent l'influence de ses innovations sur les productions ultérieures lyonnaises, notamment le Maître des Entrées de François Ier.
« Son beau coloris franc, ses compositions harmonieuses et équilibrées et ses personnages aux traits sculpturaux se retrouvent dans plusieurs livres d'heures lyonnais ». Il utilise souvent les encadrements architecturaux à l'antique, judicieusement mis en perspectives et peuplés de putti.

## Œuvres attribuées

### Les Alarmes de Mars sur le voyage de Milan, avec la conqueste et entrée d'icelle(BNF, Fr.5089)
Cette enluminure illustre un poème de circonstance décrivant avec emphase la campagne militaire de Louis XII. L'ouvrage, probablement écrit à Lyon où avaient été organisés les préparatifs militaires de la campagne.
La miniature du Maître des Alarmes de Mars est l'unique enluminure du poème. « La scène, très colorée, est à demi allégorique et représente, sous un portique surmonté d'un fronton au tympan en forme de conque, l'infanterie et la cavalerie royale ; vêtues aux couleurs de Louis XII (le rouge et le jaune), celles-ci défilent dans un paysage sous la conduite tutélaire du dieu Mars, assis sur un char triomphal tiré par deux chevaux brun et blanc ».
L'attirail du dieu est un bon exemple des mélanges entre les influences médiévales et antiques. Ce dieu romain porte un fléau et un loup est assis à ses pieds. L'assimilation de Louis XII au dieu de la guerre est faite par l'étendard aux couleurs du roi et orné du porc-épic.

### Autres attributions
Le catalogue de ses œuvres a été établi par Elizabeth Burin :
- Le Fait des Romains, vers 1490, Bibliothèque royale de Belgique, Bruxelles, Ms.9040
- Missel, vers 1490-1510, Bibliothèque municipale de Lyon, Ms.1391
- Épîtres de saint Jérôme, vers 1490-1500, Bibliothèque de l'Arsenal, Paris, Ms.292
- Missel, en collaboration avec un autre artiste, vers 1491, BM Lyon, Ms.5129
- La Ressource de la chrestienté d'André de La Vigne, vers 1494, Bibliothèque nationale de France, Paris, Fr.1687
- Perle poétique, dans un poème dédié à Charles VIII, vers 1495, passé en vente chez Sotheby's, 8 juillet 1970, lot 95 puis chez Christie's le 5 décembre 1973 (lot 76)
- Livre d'heures, avec un calendrier lyonnais, décoré en collaboration avec au moins trois autres artistes, vers 1495-1500, BM Lyon, Ms.583
- Heures à l'usage de Rome, vers 1500-1515, Beinecke Library, Université Yale, ms. 435[4]
- Les Antiquitéz de Lyon de Pierre Sala, un feuillet ajouté, vers 1514-1528, BNF, Fr.5447
- New York, H.P. Kraus, cat. 95, n° 24
- Livre d'heures, vers 1490, passé en vente des Sotheby's le 22 juin 1993, lot 99
- Livre d'heures, passé en vente chez New York, H.P. Kraus, et cat. Tenschert, XXX, 1993, n° 29
- Miniature de Bethsabée tirée d'un livre d'heures, Londres, Maggs, cat. 660, 1938, n° 4